# Ardisia thomsonii
Ardisia thomsonii är en viveväxtart som beskrevs av Carl Christian Mez. Ardisia thomsonii ingår i släktet Ardisia och familjen viveväxter. Inga underarter finns listade i Catalogue of Life.